# الفنون القتالية الصينية
الفنون القتالية الصينية أو الووشو وتسمى غالبًا بالاسم الشامل بالكونغ فو. هي المئات من أساليب القتال التي تم اكتشافها في الصين على مدى القرون وغالباً ما تُصنف هذه الأنماط وفقاً لسمات مُشتركة وتُدعى الأسر والطوائف والمدارس، الفنون القتالية الصينيّة فيها الكثير من المدارس المتنوّعة والغنيّة، وتستلهم كثيراً من الأساليب القتالية للحيوانات كالأفعى والدبّ والبجعة والقرد. الووشو يتميّز بتركيزه على تنمية الطاقة الروحيّة الـ”تشي” Chi التي تعتبرها الفلسفة الطاويّة الطاقة التي تحرّك كل الوجود والتي تتدفّق بمسويات مختلفة في كل كائن حيّ. لذلك هنالك الكثير من ممارسات التأمل والتركيز والتحدّي الذهني، بالإضافة إلى التحدّيات الجسديّة في التدريب التقليدي للكونغ فو، والهدف هو تحسين مستويات تدفّق الطاقة في المقاتل لتحسين قدراته القتالية ومهاراته الذهنية على السواء. تعدَّدت مدارس ألعاب «ووشو» الصينية، كما تم تلخيص تجاربها نظريًّا في كتب، وأشهر تلك الكتب كتاب «الخبرة الجديدة».

## المصطلح
الكونغ فو والووشو هي كلمات مستعارة من الكانتونية والماندرين على التوالي، وتستخدم في اللغة الإنجليزية للإشارة إلى فنون الدفاع عن النفس الصينية. ومع ذلك، فإن المصطلحات الصينية الكونغ فو والووشو لها معاني مميزة. المعادل الصيني لمصطلح «فنون القتال الصينية» سيكون Zhongguo wushu (الصينية: 中國 武術 ؛ بينيين: zhōngguó wǔshù) (الماندرين).
في اللغة الصينية، يشير مصطلح الكونغ فو إلى أي مهارة يتم اكتسابها من خلال التعلم أو الممارسة. إنها كلمة مركبة تتكون من كلمتي «كونغ 功 (gōng)» والتي تعني «العمل»، «الإنجاز»، أو «الجدارة»، و«فو 夫 (fū)» وهي جزء أو لاحقة اسمية لها معاني متنوعة.
الووشو تعني حرفيا «فنون الدفاع عن النفس». وهي مكونة من الحرفين الصينيين «武術: 武 (wǔ)» ، وتعني «عسكرية» و«術 أو 术»، والتي تُترجم إلى «فن» أو «انضباط» أو «مهارة» أو «طريقة». أصبح مصطلح ووشو أيضًا اسمًا لرياضة الووشو الحديثة، وهي عبارة عن رياضة بكامل أشكال الأسلحة، والتي تم تكييفها والحكم عليها وفقًا لمجموعة من المعايير الجمالية للنقاط التي تم تطويرها منذ عام 1949 في جمهورية الصين الشعبية.
(拳法) هو مصطلح صيني آخر لفنون الدفاع عن النفس الصينية. تعني «طريقة القبضة» أو «قانون القبضة» (拳 تعني كلمة «الملاكمة» أو «القبضة»، و法 تعني «القانون» أو «الطريقة»)، على الرغم من أنها عادةً ما تُترجم كمصطلح مركب «الملاكمة» أو «أسلوب القتال».

## التاريخ
ترجع نشأة فنون القتال الصينية إلى الحاجة إلى الدفاع عن النفس وتقنيات الصيد والتدريب العسكري في الصين القديمة، وكان القتال اليدوي وممارسة الأسلحة مهمينا في تدريب الجنود الصينيين القدماء.
أصبحت المعرفة التفصيلية عن حالة وتطور فنون الدفاع عن النفس الصينية متاحة منذ عقد نانجينغ (1928-1937)، حيث بذل معهد غوشو المركزي الذي أنشأه نظام الكومينتانغ جهدًا لتجميع مسح موسوعي لمدارس فنون الدفاع عن النفس. منذ الخمسينيات، نظمت جمهورية الصين الشعبية فنون الدفاع عن النفس الصينية كرياضة احتكاك مباشر كاملة تحت عنوان «ووشو».

### الأصول الأسطورية
وفقًا للأسطورة، نشأت فنون الدفاع عن النفس الصينية خلال سلالة شيا الحاكمة شبه الأسطورية (夏朝) قبل أكثر من 4000 عام، ويقال إن الإمبراطور الأصفر (هوانغدي) (التاريخ الأسطوري للصعود 2698 قبل الميلاد) قدم أقدم أنظمة القتال إلى الصين. يوصف الإمبراطور الأصفر بأنه جنرال مشهور كتب، قبل أن يصبح زعيمًا للصين، أطروحات مطولة في الطب وعلم التنجيم وفنون الدفاع عن النفس. وكان أحد خصومه الرئيسيين تشي يو (蚩尤) الذي يُنسب إليه الفضل في إنشاء كتاب جياو دي، رائد للفن الحديث للمصارعة الصينية.

### التاريخ المبكر
تم العثور على أقدم الإشارات إلى فنون الدفاع عن النفس الصينية في حوليات الربيع والخريف (القرن الخامس قبل الميلاد)، حيث تم ذكر نظرية القتال اليدوي، وهي نظرية تدمج مفاهيم التقنيات «الشديدة» و «المرنة». نظام المصارعة المسمى juélì أو jiǎolì (斗 力) مذكور في كتاب Classic of Rites (بالصينية: 禮記). تضمن نظام القتال هذا تقنيات مثل الضربات، والرمي، والتلاعب بالمفاصل، وهجمات نقاط الضغط. أصبحت Jiao Di رياضة خلال عهد أسرة Qin (221-207 قبل الميلاد). تسجل ببليوغرافيات تاريخ هان أنه، من قبل هان السابق (206 قبل الميلاد - 8 م)، كان هناك تمييز بين القتال بدون أسلحة بدون حواجز، والتي تسميها shǒubó (手 推)، والتي كانت كتيبات التدريب لديها بالفعل المصارعة الرياضية، التي عُرفت آنذاك باسم juélì (角力). تم توثيق المصارعة أيضًا في Shǐ Jì ، سجلات المؤرخ الكبير، التي كتبها سيما شيان (حوالي 100 قبل الميلاد).
في عهد أسرة تانغ، خُلدت أوصاف رقصات السيف في قصائد لي باي. وفي سلالات سونغ ويوان، رعت المحاكم الإمبراطورية مسابقات شيانغبو. تم تطوير المفاهيم الحديثة للوشو بالكامل من قبل سلالات مينج وتشينغ.

#### التأثيرات الفلسفية
تغيرت الأفكار المرتبطة بفنون الدفاع عن النفس الصينية مع تطور المجتمع الصيني واكتسبت بمرور الوقت بعض الأسس الفلسفية: الممرات في جوانغ زي، وهي نص طاوي، تتعلق بعلم النفس وممارسة فنون الدفاع عن النفس. جوانغ زي، مؤلفه المسمى باسمه، يُعتقد أنه عاش في القرن الرابع قبل الميلاد. داوديجنغ، غالبًا ما يُنسب إلى لاوتزه، هو نص طاوي آخر يحتوي على مبادئ لفنون الدفاع عن النفس. وفقًا لأحد النصوص الكلاسيكية للكونفوشيوسية، طقوس تشو (周礼)، كانت الرماية بالسهام وعجلة العربة جزءًا من «الفنون الستة» (الصينية: 六艺 ؛ بينيين: liu yi ، بما في ذلك الطقوس والموسيقى والخط والرياضيات) لسلالة زو الحاكمة (1122-256 قبل الميلاد). فن الحرب (孙子兵 法))، كتبه سون تزو (孙子) خلال القرن السادس قبل الميلاد، ويتعامل مباشرة مع الحرب العسكرية ولكنه يحتوي على أفكار مستخدمة في فنون الدفاع عن النفس الصينية.
كان ممارسو الطاوية يمارسون تمرين الداوين (تمارين بدنية مشابهة لـتشي كونغ التي كانت واحدة من أسلاف تاي تشي) منذ عام 500 قبل الميلاد. في 39-92 م، كانت «ستة فصول من القتال اليدوي» المدرجة في هان شو (تاريخ أسرة هان السابقة) التي كتبها بان كو. كما قام الطبيب الشهير هوا تو بتأليف «مسرحية الحيوانات الخمسة» — النمر والغزلان والقرد والدب والطيور، حوالي عام 208 م. لقد أثرت الفلسفة الطاوية ونهجها في الصحة والتمارين الرياضية على فنون الدفاع عن النفس الصينية إلى حد ما. يمكن العثور على إشارة مباشرة إلى المفاهيم الطاوية في أساليب مثل «الخالدون الثمانية»، والتي تستخدم تقنيات القتال المنسوبة إلى خصائص كل خالد.

### السلالات الجنوبية والشمالية (420-589 م)

#### إنشاء معبد شاولين
في عام 495 م، تم بناء معبد شاولين في جبل سونغ بمقاطعة خنان. كان الراهب الأول الذي بشر بالبوذية هناك هو الراهب الهندي بوذاهادرا (佛陀 跋陀羅 ؛ Fótuóbátuóluó)، الذي أطلق عليه الصينيون ببساطة باتو (跋陀). هناك سجلات تاريخية تشير إلى أن أول تلاميذ باتو الصينيين، Huiguang (慧光) و Sengchou (僧 稠)، كانا يتمتعان بمهارات عسكرية استثنائية. {{بحاجة لمصدر}} على سبيل المثال، تم توثيق مهارة Sengchou مع طاقم القصدير في الشريعة البوذية الصينية. {{بحاجة لمصدر}} بعد بودابادرا، جاء راهب هندي آخر، يُدعى بوديهارما (菩提 達摩 ؛ Pútídámó)، المعروف أيضًا باسم دامو (達摩) من قبل الصينيين، إلى شاولين في عام 527 م. كان تلميذه الصيني، Huike (慧 可)، أيضًا خبيرًا في فنون الدفاع عن النفس مدربين تدريباً عالياً. {{بحاجة لمصدر}} هناك تداعيات على أن هؤلاء الرهبان الثلاثة الأوائل من شاولين الصينيين، هويجوانج، سينجشو، وهويكي، ربما كانوا رجالًا عسكريين قبل دخول الحياة الرهبانية.

#### شاولين وفنون الدفاع عن النفس في المعبد

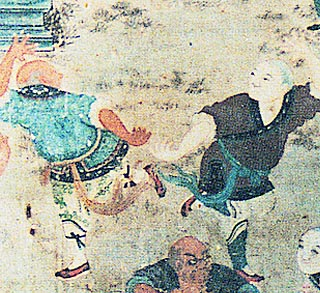
تصوير لقتال الرهبان لإظهار مهاراتهم لكبار الشخصيات الزائرة (جدارية من أوائل القرن التاسع عشر في دير شاولين).

يعتبر أسلوب كونغ فو شاولين من أوائل فنون الدفاع عن النفس الصينية المنظمة. أقدم دليل على مشاركة شاولين في القتال هو شاهدة من 728 م تشهد على مناسبتين: الدفاع عن دير شاولين من قطاع الطرق حوالي 610 م، ودورهم اللاحق في هزيمة وانغ شيشونغ في معركة Hulao في 621 م. من القرن الثامن إلى القرن الخامس عشر، لا توجد وثائق موجودة تقدم دليلًا على مشاركة شاولين في القتال.
بين القرنين السادس عشر والسابع عشر، يوجد ما لا يقل عن أربعين مصدرًا لتقديم دليل على أن رهبان شاولين مارسوا فنون الدفاع عن النفس، وأصبحت تلك الممارسة القتالية عنصرًا لا يتجزأ من الحياة الرهبانية لشاولين. يعود أقرب ظهور للأسطورة التي يُستشهد بها كثيرًا والمتعلقة بتأسيس بودهيدهارما المفترض لشاولين كونغ فو إلى هذه الفترة. تم إرجاع أصل هذه الأسطورة إلى دليل التمارين ييجين جينغ المكتوب في فترة مينغ أو "Muscle Change Classic"، وهو نص منحول كتب في عام 1624 منسوبًا إلى بودهيدهارما.
تظهر مراجع ممارسة فنون الدفاع عن النفس في شاولين في أنواع أدبية مختلفة من الراحل مينغ: مرثيات رهبان شاولين المحاربين، وكتيبات فنون الدفاع عن النفس، والموسوعات العسكرية، والكتابات التاريخية، وروايات الرحلات، والخيال، والشعر. ومع ذلك، فإن هذه المصادر لا تشير إلى أي أسلوب محدد نشأ في شاولين. هذه المصادر، على عكس تلك الموجودة في فترة تانغ، تشير إلى أساليب شاولين للقتال المسلح. وتشمل هذه المهارة التي اشتهر بها رهبان شاولين: طاقم العمل (غون، جوان كانتونيز). تضمن الجنرال مينج تشي جيجوانغ وصفًا لشاولين كوان فا (الصينية: 少林 拳法 ؛ واد جايلز: شاولين تشوان فا؛ مضاءة بتقنية قبضة شاولين؛ اليابانية: شورين كيمبو) وتقنيات الموظفين في كتابه، جي Xiao Xin Shu (紀 效 新書)، والتي يمكن ترجمتها على أنها تقنيات فعالة لتسجيل الكتب الجديدة. عندما انتشر هذا الكتاب عبر شرق آسيا، كان له تأثير كبير على تطور فنون الدفاع عن النفس في مناطق مثل أوكيناوا، وكوريا.

### التاريخ الحديث

#### فترة الجمهورية
وصلت معظم أساليب القتال التي يتم ممارستها كفنون قتالية صينية تقليدية اليوم إلى شعبيتها في القرن العشرين. بعض هذه تشمل باغوازانغ، وملاكمة السكران، ومخلب النسر، والحيوانات الخمسة، وشن يين تشوان، وهونغ جا، وكونغ فو القرد، وباك مي، وأسلوب السرعوف القتالي، والسرعوف الجنوبي، وفوجيان وايت كرين، وجو جا كونغ فو، ووينغ تشون، وتاي تشي. زيادة شعبية هذه الأساليب هي نتيجة للتغييرات الدراماتيكية التي تحدث داخل المجتمع الصيني.
في 1900-1991، انتفضت مجموعة بوكسرز ضد المحتلين الأجانب والمبشرين المسيحيين في الصين. تُعرف هذه الانتفاضة في الغرب باسم ثورة الملاكمين بسبب فنون الدفاع عن النفس وتمارين الجمباز التي يمارسها المتمردون. سيطرت الإمبراطورة الأرملة تسيشي على التمرد وحاولت استخدامه ضد القوى الأجنبية. أدى فشل التمرد بعد عشر سنوات إلى سقوط أسرة تشينغ وإنشاء جمهورية الصين.
تأثر العرض الحالي لفنون الدفاع عن النفس الصينية بشدة بأحداث الفترة الجمهورية (1912-1949). في الفترة الانتقالية بين سقوط أسرة تشينغ وكذلك اضطراب الغزو الياباني والحرب الأهلية الصينية، أصبحت فنون الدفاع عن النفس الصينية في متناول عامة الناس حيث تم تشجيع العديد من فناني الدفاع عن النفس على تعليم فنونهم علانية. في ذلك الوقت، اعتبر البعض فنون الدفاع عن النفس وسيلة لتعزيز الفخر الوطني وبناء أمة قوية. ونتيجة لذلك، تم نشر العديد من كتيبات التدريب (拳 譜)، وتم إنشاء أكاديمية تدريب، وتم تنظيم اختبارين وطنيين وسافرت فرق العرض إلى الخارج. تم تشكيل العديد من جمعيات فنون الدفاع عن النفس في جميع أنحاء الصين وفي مختلف المجتمعات الصينية في الخارج. أكاديمية Guoshu المركزية (Zhongyang Guoshuguan ، 中央 國 術 館) التي أنشأتها الحكومة الوطنية في عام 1928، وجمعية جينغ وو الرياضية (精 武 體育 會) التي أسسها Huo Yuanjia في عام 1910، هي أمثلة على المنظمات التي روجت لمنهج منهجي للتدريب باللغة الصينية الفنون العسكرية. نظمت الحكومة الجمهورية سلسلة من المسابقات الإقليمية والوطنية ابتداء من عام 1932 للترويج لفنون الدفاع عن النفس الصينية. في عام 1936، في الألعاب الأولمبية الحادية عشرة في برلين، عرضت مجموعة من فناني الدفاع عن النفس الصينيين فنهم أمام جمهور دولي لأول مرة.
مصطلح kuoshu (國 術 يعني «الفن الوطني»)، بدلاً من المصطلح العامي كونغ فو تم تقديمه بواسطة الكومينتانغ في محاولة لربط فنون الدفاع عن النفس الصينية بشكل وثيق بالفخر الوطني بدلاً من الإنجاز الفردي.

#### جمهورية الصين الشعبية

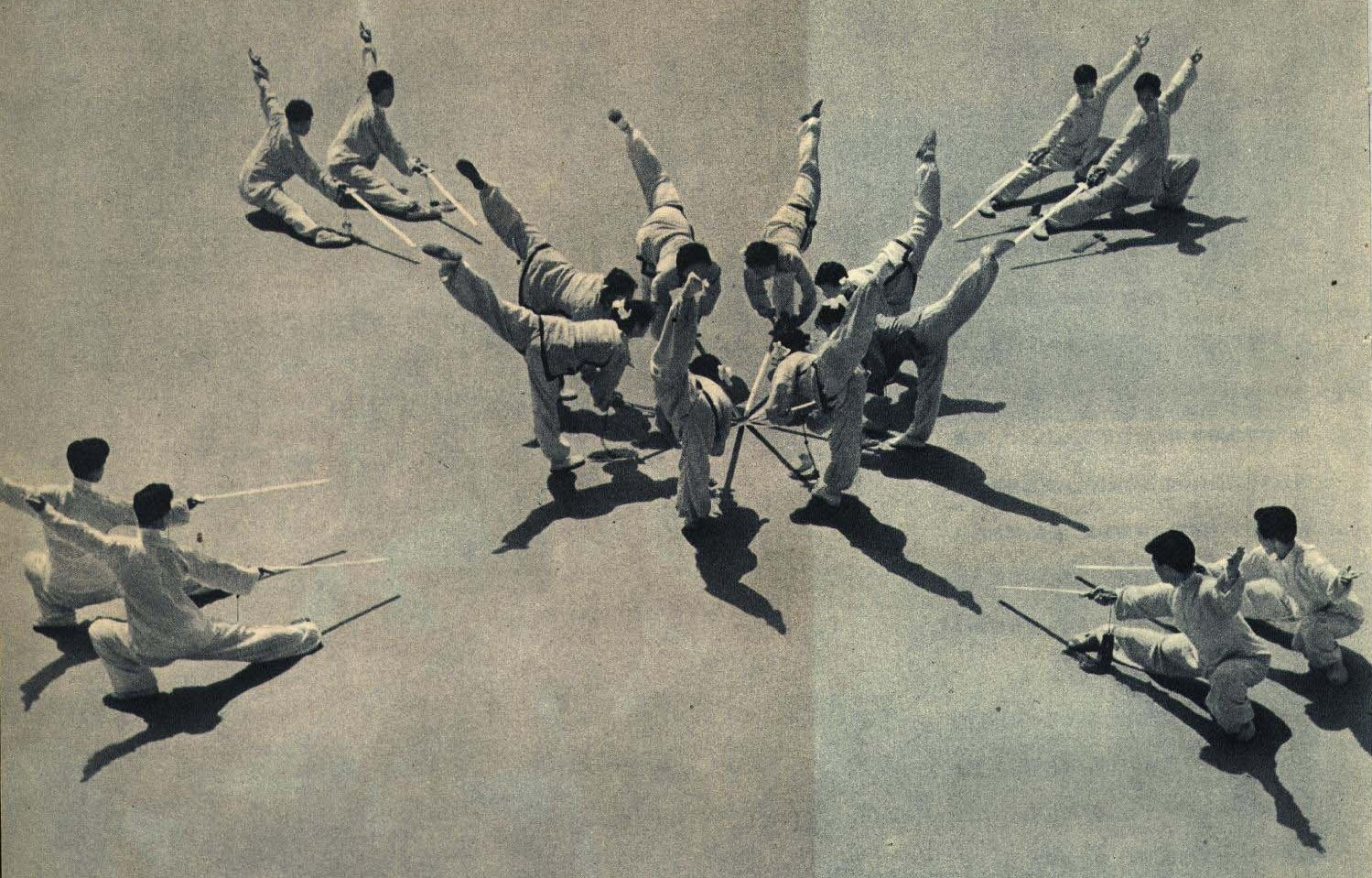
1962

شهدت فنون الدفاع عن النفس الصينية انتشارًا دوليًا سريعًا مع نهاية الحرب الأهلية الصينية وتأسيس جمهورية الصين الشعبية في 1 أكتوبر 1949. اختار العديد من فناني الدفاع عن النفس المعروفين الهروب من حكم جمهورية الصين الشعبية والهجرة إلى تايوان وهونغ كونغ، وأجزاء أخرى من العالم. بدأ هؤلاء الأساتذة في التدريس داخل المجتمعات الصينية في الخارج، لكنهم في النهاية وسعوا تعاليمهم لتشمل أفرادًا من مجموعات عرقية أخرى.
داخل الصين، تم تثبيط ممارسة فنون القتال التقليدية خلال السنوات المضطربة للثورة الثقافية الصينية (1969-1976). مثل العديد من الجوانب الأخرى للحياة الصينية التقليدية، تعرضت فنون الدفاع عن النفس لتحول جذري من جمهورية الصين الشعبية لمواءمتها مع العقيدة الثورية الماوية. روجت جمهورية الصين الشعبية لرياضة الووشو التي تنظمها اللجنة كبديل للمدارس المستقلة لفنون الدفاع عن النفس. تم فصل هذه الرياضة المنافسة الجديدة عما كان يُنظر إليه على أنه تقويض الدفاع عن النفس التخريبية المحتملة والأنساب العائلية لفنون الدفاع عن النفس الصينية.
في عام 1958، أنشأت الحكومة جمعية الووشو لعموم الصين كمنظمة جامعة لتنظيم التدريب على فنون الدفاع عن النفس. أخذت لجنة الدولة الصينية للثقافة البدنية والرياضة زمام المبادرة في إنشاء أشكال موحدة لمعظم الفنون الرئيسية. خلال هذه الفترة، تم إنشاء نظام Wushu الوطني الذي تضمن النماذج القياسية، والمناهج التعليمية، ودرجات المعلم. تم تقديم Wushu على مستوى المدرسة الثانوية والجامعة. تم تخفيف قمع التدريس التقليدي خلال عصر إعادة الإعمار (1976-1989) ، حيث أصبحت الأيديولوجية الشيوعية أكثر ملاءمة لوجهات النظر البديلة. في عام 1979، أنشأت لجنة الولاية للثقافة البدنية والرياضة فريق عمل خاص لإعادة تقييم تعليم وممارسة الووشو. في عام 1986، تم إنشاء المعهد الوطني الصيني للبحوث في Wushu كسلطة مركزية للبحث وإدارة أنشطة Wushu في جمهورية الصين الشعبية.
أدى تغيير السياسات والمواقف الحكومية تجاه الرياضة، بشكل عام، إلى إغلاق لجنة الدولة للرياضة (السلطة المركزية للرياضة) في عام 1998. ويُنظر إلى هذا الإغلاق على أنه محاولة لإلغاء تسييس الرياضة المنظمة جزئيًا وتحريك السياسات الرياضية الصينية نحو نهج يحركها السوق بشكل أكبر. نتيجة لهذه العوامل الاجتماعية المتغيرة داخل الصين، يتم الترويج لكل من الأساليب التقليدية وأساليب الوشو الحديثة من قبل الحكومة الصينية.
تعتبر فنون الدفاع عن النفس الصينية عنصرًا أساسيًا في الثقافة الشعبية الصينية في القرن العشرين. الوشيا أو «خيال فنون القتال» هو نوع شعبي ظهر في أوائل القرن العشرين وبلغ ذروته في شعبيته خلال الستينيات والثمانينيات. تم إنتاج أفلام وشيا منذ عشرينيات القرن الماضي. قام الكومينتانغ بقمع وشيا، متهمين إياها بالترويج للخرافات والفوضى العنيفة. لهذا السبب، ازدهرت وشيا في هونغ كونغ البريطانية، وأصبح نوع أفلام الكونغ فو في سينما الحركة في هونغ كونغ شائعًا بشكل كبير، حيث جذب الانتباه الدولي منذ سبعينيات القرن الماضي. شهد هذا النوع من الأفلام انخفاضًا حادًا في أواخر التسعينيات حيث سحق الكساد الاقتصادي صناعة السينما في هونج كونج.

## الأساليب

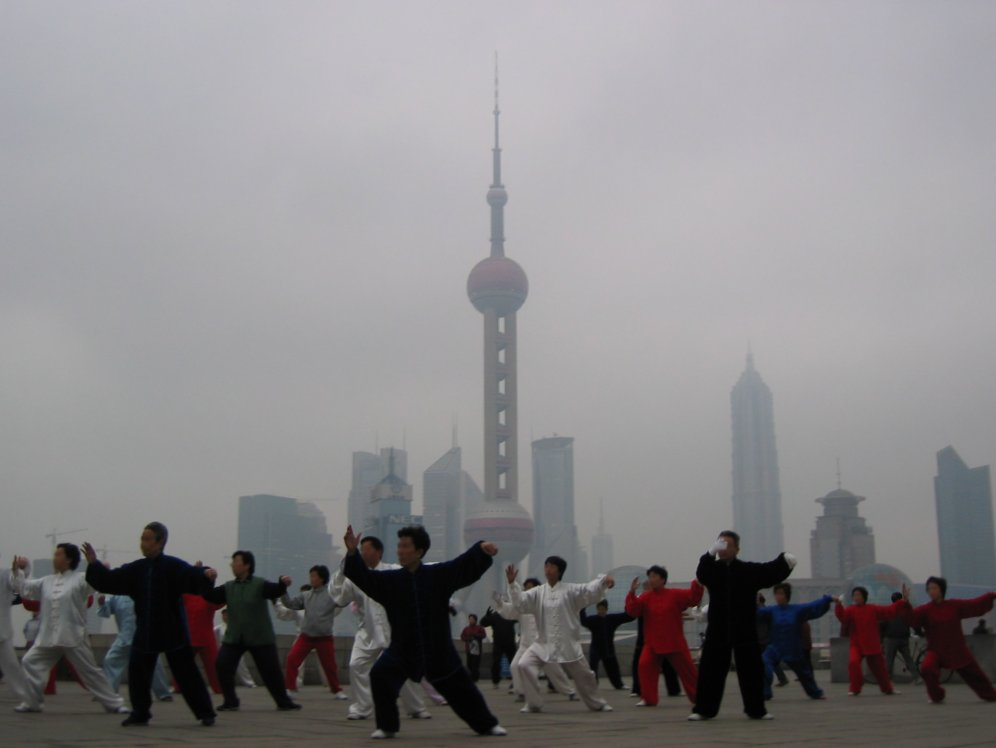
أسلوب يانغ للتاي تشي يُمارس في منطقة البوند في شنغهاي

تتمتع الصين بتاريخ طويل من تقاليد فنون الدفاع عن النفس التي تشمل مئات الأساليب المختلفة. على مدار الألفي عام الماضية، تم تطوير العديد من الأساليب المميزة، ولكل منها مجموعة من الأساليب والأفكار الخاصة بها. هناك أيضًا موضوعات مشتركة للأنماط المختلفة، والتي غالبًا ما يتم تصنيفها حسب «العائلات» (家 ؛ جيا) أو «الطوائف» (派 ؛ باي) أو «المدارس» (門 ؛ رجال). هناك أساليب تحاكي حركات الحيوانات وغيرها تستوحي الإلهام من الفلسفات والأساطير والأساطير الصينية المختلفة. تضع بعض الأنماط معظم تركيزها في تسخير qi ، بينما يركز البعض الآخر على المنافسة.
يمكن تقسيم فنون الدفاع عن النفس الصينية إلى فئات مختلفة للتمييز بينها: على سبيل المثال، خارجي (外家 拳) وداخلي (內 家 拳). يمكن أيضًا تصنيف فنون الدفاع عن النفس الصينية حسب الموقع، كما هو الحال في الشمال (北 拳) والجنوب (南拳) أيضًا، في إشارة إلى أي جزء من الصين نشأت منه الأنماط، مفصولة بنهر اليانغتسي (長江)؛ قد يتم تصنيف فنون الدفاع عن النفس الصينية وفقًا لمقاطعتهم أو مدينتهم. يتمثل الاختلاف الرئيسي الملحوظ بين الأنماط الشمالية والجنوبية في أن الأنماط الشمالية تميل إلى التأكيد على الركلات السريعة والقوية والقفزات العالية والحركة السائلة والسريعة بشكل عام، بينما تركز الأنماط الجنوبية بشكل أكبر على تقنيات الذراع واليد القوية، والمواقف الثابتة والثابتة وحركة سريعة. تشمل الأمثلة على الأنماط الشمالية changquan و xingyiquan. تشمل الأمثلة على الأساليب الجنوبية Bak Mei و Wuzuquan و Choy Li Fut و Wing Chun. يمكن أيضًا تقسيم فنون الدفاع عن النفس الصينية وفقًا للدين والأساليب المقلدة (象形 拳) والأساليب العائلية مثل Hung Gar (洪 家). هناك اختلافات مميزة في التدريبات بين المجموعات المختلفة لفنون الدفاع عن النفس الصينية بغض النظر عن نوع التصنيف. ومع ذلك، فإن قلة من الفنانين القتاليين ذوي الخبرة يميزون بشكل واضح بين الأنماط الداخلية والخارجية، أو يشتركون في فكرة أن الأنظمة الشمالية تعتمد في الغالب على الركلات وأنظمة الجنوب تعتمد بشكل أكبر على تقنيات الجزء العلوي من الجسم. تحتوي معظم الأنماط على عناصر صلبة وناعمة، بغض النظر عن تسمياتها الداخلية. عند تحليل الاختلاف وفقًا لمبادئ يين ويانغ، سيؤكد الفلاسفة أن غياب أي منهما سيجعل مهارات الممارس غير متوازنة أو ناقصة، لأن كل من الين واليانغ وحدهما يمثلان نصف الكل فقط. إذا كانت هذه الاختلافات موجودة من قبل، فقد تم طمسها منذ ذلك الحين.

## التدريب
يتكون تدريب فنون القتال الصينية من المكونات التالية: الأساسيات والأشكال والتطبيقات والأسلحة ؛ تضع الأنماط المختلفة تركيزًا متفاوتًا على كل مكون. بالإضافة إلى ذلك، تحظى الفلسفة والأخلاق وحتى الممارسة الطبية بتقدير كبير من قبل معظم فنون الدفاع عن النفس الصينية. يجب أن يوفر نظام التدريب الكامل نظرة ثاقبة للمواقف والثقافة الصينية.

### الأساسيات
تعد الأساسيات (基本功) جزءًا حيويًا من أي تمرين عسكري، حيث لا يمكن للطالب التقدم إلى المراحل الأكثر تقدمًا بدونها. تتكون الأساسيات عادةً من تقنيات بدائية، وتمارين تكييف، بما في ذلك المواقف. قد يتضمن التدريب الأساسي حركات بسيطة يتم إجراؤها بشكل متكرر ؛ ومن الأمثلة الأخرى على التدريب الأساسي: تمارين الإطالة ، أو التأمل ، أو الضرب ، أو الرمي ، أو القفز. بدون عضلات قوية ومرنة ، وإدارة Qi أو التنفس ، وميكانيكا الجسم المناسبة ، من المستحيل أن يتقدم الطالب في فنون الدفاع عن النفس الصينية. هناك مقولة شائعة تتعلق بالتدريب الأساسي في فنون الدفاع عن النفس الصينية كما يلي:
والذي يترجم إلى:

### الوضعيات
الوضعيات (أو الخطوات، 步法) هي وضعيات ومواقف هيكلية مستخدمة في تدريب فنون الدفاع عن النفس الصينية. إنهم يمثلون الأساس وشكل قاعدة المقاتل. كل نمط له أسماء وأشكال مختلفة لكل موقف. يمكن التمييز بين المواقف من خلال وضع القدم ، وتوزيع الوزن ، ومحاذاة الجسم ، وما إلى ذلك. يمكن ممارسة تدريب طريقة الوقوف بشكل ثابت ، والهدف منه هو الحفاظ على هيكل الموقف خلال فترة زمنية محددة ، أو ديناميكيًا ، وفي هذه الحالة سلسلة يتم تنفيذ حركاتها بشكل متكرر. موقف الحصان (騎馬 步 / 馬步 ؛ qí mǎ bù / mǎ bù) ووقفة القوس هي أمثلة على الوضعيات الموجودة في العديد من أساليب فنون الدفاع عن النفس الصينية.

### التأمل
في العديد من فنون الدفاع عن النفس الصينية ، يعتبر التأمل عنصرًا مهمًا في التدريب الأساسي. يمكن استخدام التأمل لتطوير التركيز وصفاء العقل ويمكن أن يكون بمثابة أساس للتشي كونغ.

### استعمال التشي
يتواجد مفهوم تشي (氣) في عدد من فنون الدفاع عن النفس الصينية. يتم تعريف التشي بشكل مختلف على أنه طاقة داخلية أو «قوة حياة» يُقال إنها تحيي الكائنات الحية ؛ كمصطلح لمحاذاة الهيكل العظمي والاستخدام الفعال للعضلات (يُعرف أحيانًا أيضًا باسم fa jin أو jin)؛ أو كاختصار لمفاهيم قد لا يكون طالب فنون الدفاع عن النفس جاهزًا لفهمها بالكامل. هذه المعاني ليست بالضرورة متبادلة. إن وجود تشي كشكل من أشكال الطاقة القابلة للقياس كما نوقش في الطب الصيني التقليدي ليس له أساس في الفهم العلمي للفيزياء أو الطب أو علم الأحياء أو فسيولوجيا الإنسان.
هناك العديد من الأفكار المتعلقة بالتحكم في طاقة تشي إلى الحد الذي يمكن استخدامه لعلاج النفس أو الآخرين. تؤمن بعض الأساليب بتركيز التشي على نقطة واحدة عند مهاجمة مناطق معينة من جسم الإنسان وتوجيهها. تُعرف هذه التقنيات باسم ديم ماك ولها مبادئ مشابهة للعلاج بالإبر.

### التدريب على الأسلحة
تستفيد معظم الأساليب الصينية أيضًا من التدريب في ترسانة كبيرة من الأسلحة الصينية لتكييف الجسم بالإضافة إلى التدريبات الاستراتيجية. يتم تنفيذ التدريب على الأسلحة (器械 ؛ qìxiè) بشكل عام بعد أن يصبح الطالب ماهرًا في التدريب على الأشكال الأساسية والتطبيقات. النظرية الأساسية للتدريب على الأسلحة هي اعتبار السلاح امتدادًا للجسم. لها نفس متطلبات حركة القدمين وتنسيق الجسم مثل الأساسيات. تستمر عملية التدريب على الأسلحة باستخدام النماذج والنماذج مع الشركاء ثم التطبيقات. تحتوي معظم الأنظمة على طرق تدريب لكل من الأذرع الثمانية عشر للووشو (十八 般 兵器 ؛ shíbābānbīngqì) بالإضافة إلى الأدوات المتخصصة الخاصة بالنظام.

### التطبيق
يشير التطبيق إلى الاستخدام العملي للتقنيات القتالية. تعتمد تقنيات فنون الدفاع عن النفس الصينية بشكل مثالي على الكفاءة والفعالية. يتضمن التطبيق تدريبات غير متوافقة ، مثل Pushing Hands في العديد من فنون الدفاع عن النفس الداخلية ، والسجال الذي يحدث ضمن مجموعة متنوعة من مستويات الاتصال ومجموعات القواعد.
يختلف وقت وكيفية تدريس التطبيقات من نمط إلى آخر. اليوم ، تبدأ العديد من الأساليب في تعليم الطلاب الجدد من خلال التركيز على التمارين التي يعرف فيها كل طالب نطاقًا محددًا من القتال والتقنية للتعمق فيها. غالبًا ما تكون هذه التدريبات شبه متوافقة ، مما يعني أن طالبًا واحدًا لا يقدم مقاومة نشطة للتقنية ، من أجل السماح بتنفيذها الواضح والنظيف. في التدريبات الأكثر مقاومة ، يتم تطبيق قواعد أقل ، ويتدرب الطلاب على كيفية الرد والاستجابة. يشير مصطلح «السجال» إلى تنسيق أكثر تقدمًا يحاكي موقفًا قتاليًا مع تضمين قواعد تقلل من فرصة الإصابة الخطيرة.
تشمل تخصصات السجال التنافسية الكيك بوكسينغ الصيني Sǎnshǒu (散 手) والمصارعة الشعبية الصينية Shuāijiāo ()، والتي كانت تتنافس تقليديًا على حلبة منصة مرتفعة ، أو Lèitái (擂台). تم استخدام Lèitái في مباريات التحدي العامة التي ظهرت لأول مرة في عهد أسرة Song. كان الهدف من تلك المسابقات هو إخراج الخصم من منصة مرتفعة بأي وسيلة ضرورية. تمثل San Shou التطور الحديث لمسابقات Lei Tai ، ولكن مع وجود قواعد لتقليل فرصة الإصابة الخطيرة. تقوم العديد من مدارس فنون الدفاع عن النفس الصينية بالتدريس أو العمل ضمن مجموعات قواعد سانشو ، وتعمل على دمج الحركات والخصائص ونظرية أسلوبها. يتنافس فنانو الدفاع عن النفس الصينيون أيضًا في الرياضات القتالية غير الصينية أو المختلطة ، بما في ذلك الملاكمة والكيك بوكسينغ وفنون القتال المختلطة.